# Discocyrtus nigrolineatus
Discocyrtus nigrolineatus is een hooiwagen uit de familie Gonyleptidae.